# Ginoria
Ginoria é um género botânico pertencente à família Lythraceae.

## Espécies
1. ↑  «Ginoria — World Flora Online». www.worldfloraonline.org. Consultado em 19 de agosto de 2020